# Babylon.js
Babylon.js — кроссбраузерный JavaScript-фреймворк, использующий API WebGL для отображения 2D и 3D-графики в браузере без использования каких-либо сторонних плагинов и дополнений.
Babylon.js использует элемент HTML5 Canvas. Фреймворк распространяется под лицензией Apache 2. Исходный код расположен на GitHub.

## История
Фреймворк был разработан Дэвидом Катушем (David Catuhe), Дэвидом Руссе (David Rousset), которые работали в Microsoft и Пьером Ларард (Pierre Lagarde), и Мишель Руссо (Michel Rousseau), а также независимыми сторонними разработчиками. Первая версия появилась в 2013 году, была публично представлена в 2015 году на WebGL конференции в Париже.

## Некоторые возможности
- Сцена: использование готовых мешей, туман, скайбоксы.
- Физический движок (модуль oimo.js).
- Сглаживание.
- Анимационный движок.
- Звуковой движок.
- Система частиц (партиклов).
- Аппаратное масштабирование.
- Поддержка LOD-ов.
- Пошаговая загрузка сцены.
- Автоматическая оптимизация сцены.
- Панель отладки.
- 4 источника освещения — точечный, излучаемый повсюду, прожектор и реалистичное.
- Пользовательские материалы и шейдеры.
- Широкие возможности текстурирования.
- SSAO.
- Блики.
- 9 видов камеры, в том числе и для сенсорного управления.
- Экспортеры для 3ds Max, Blender, Unity3D, Cheetah 3d.
- Карта высот.

## Проблемы
Сцены, созданные с помощью этого фреймворка, очень требовательные к аппаратным ресурсам компьютера (хотя это утверждение применимо ко всем разработкам на базе WebGL).